# ایکس‌باکس گیم‌پس
اِکس‌باکس گیم‌پس (به انگلیسی: Xbox Game Pass) سرویس اشتراک بازی ویدیویی ساخته مایکروسافت برای پلتفرم‌های مختلف است. اکس‌باکس گیم‌پس در موارد بسیاری با نتفلیکس، اما در زمینهٔ بازی‌های ویدئویی مقایسه شده‌است.
این سرویس به کاربران اجازه می‌دهد با پرداخت اشتراک ماهانه / سالانه (۱۲ ماهه) به لیست انبوهی از بازی‌های مختلف تا زمانی که اشتراکشان به پایان برسد دسترسی پیدا کنند. بعد از اتمام اشتراک شما دیگر بازی‌های این سرویس برایتان قابل بازی نیست تا زمانی که اشتراک خود را تمدید کنید. برای اینکه بازی در دسترس شما بماند و بعد از پایان مهلت اشتراک نیز قابل بازی باشد باید با پرداخت مبلغی آن بازی را خریداری نمایید. این سرویس در تاریخ ۱ ژوئن ۲۰۱۷ کار خود را آغاز کرد.

## ویژگی‌ها
- مشترکان اکس‌باکس گیم‌پس آلتیمیت به اکس‌باکس لایوگلد هم دسترسی دارند که قابلیت چندنفره بازی کردن را به بازیکن می‌دهد و همچنین در هر ماه بازی‌های رایگانی نیز دریافت می‌کنند.
- در اکس‌باکس قابلیت استریم وجود دارد و کاربران می‌توانند بازی‌های خود را به صورت زنده استریم کنند.
- مشترکان پیسی و کنسول این سرویس کاربران برای خرید بازی ۱۰ درصد تخفیف دریافت می‌کنند.
- بازی‌ها در لیست ذخیره شما باقی نمی‌مانند و بعد از اتمام حق اشتراک قفل می‌شوند و قابل بازی نیستند تا خرید دوباره اشتراک. برای داشتن و صاحب شدن یک بازی باید هزینه ای پرداخت کنید تا صاحب آن بازی شوید.
- در صورت داشتن اکس باکس گیمپس التمیت اشتراک ea + نیز به صورت رایگان برای شما فعال میشود

## بازی‌ها
از بازی‌های مشهور این سرویس می‌توان به بتلفیلد، کرایسیس، فال‌اوت ۷۶، فیفا، ئی‌فوتبال پی‌ئی‌اس، فورتزا، چرخ‌دنده‌های جنگ، هیلو (مجموعه بازی)، ماینکرفت، مورتال کامبت اکس، جنون سرعت، پابجی، گیاهان دربرابر زامبی‌ها، ریج ۲، رزیدنت ایول ۷: بایوهازارد، تکن ۷، سیمز ۴، استارفیلد ، هیتمن ، فار کرای ۶
و … اشاره کرد.

## دسترسی
این سرویس در حال حاضر در ایران در دسترس نیست. البته با استفاده از DNS میتوان به آن دسترسی داشت (دی آن اس های های شکن، الکترو ، رادار ) 
کشورهایی که اکس‌باکس گیم‌پس در آنها فعال است:
آرژانتین، استرالیا، اتریش، بلژیک، برزیل، کانادا، شیلی، کلمبیا، جمهوری چک، دانمارک، فنلاند، فرانسه، آلمان، یونان، هنگ کنگ، مجارستان، هند، قطر، ایرلند، اسرائیل، ایتالیا، ژاپن، مکزیک، هلند، نیوزیلند، نروژ، لهستان، پرتغال، روسیه، عربستان سعودی، سنگاپور، اسلواکی، آفریقای جنوبی، کره جنوبی، اسپانیا، سوئد، سوئیس، تایوان، ترکیه، امارات متحده عربی، انگلستان و ایالات متحده.